# هاري لونسديل
هاري لونسديل (بالإنجليزية: Harry Lonsdale)‏ هو سياسي أمريكي، ولد في 19 يناير 1932 في الولايات المتحدة، وتوفي في 11 نوفمبر 2014 في إنديو في الولايات المتحدة بسبب قصور القلب. حزبياً، نشط في الحزب الديمقراطي.